# Trachelas trifidus
Espèce
Trachelas trifidus est une espèce d'araignées aranéomorphes de la famille des Trachelidae.

## Distribution
Cette espèce est endémique du Panama.

## Description
Les mâles mesurent de 4,09 à 5,11 mm et les femelles de 5,26 à 6,37 mm.

## Publication originale
- Platnick & Shadab, 1974 : A revision of the bispinosus and bicolor groups of the spider genus Trachelas (Araneae, Clubionidae) in North and Central America and the West Indies. American Museum Novitates, no 2560, p. 1-34 (texte intégral).